# Alla breve

Hudební značka pro provedení „alla breve“

Alla breve (někdy též allabreve italsky „podle (= jako) brevis“) je druh taktu v hudbě. Označení Alla breve je zkrácená podoba tactus alla breve.
Tento způsob zápisu 2/2 (dvoupůlového) taktu se vztahuje na notovou hodnotu brevis v mensurální notaci 15. a 16. století. V moderní notaci odpovídá jedna doba půlové notě a oba způsoby zápisu si vzájemně odpovídají.
V anglickém prostředí a v populární hudbě se alla breve označuje také jako cut time.